# Saint-André-Farivillers
Saint-André-Farivillers is een gemeente in het Franse departement Oise (regio Hauts-de-France) en telt 498 inwoners (2004). De plaats maakt deel uit van het arrondissement Clermont.

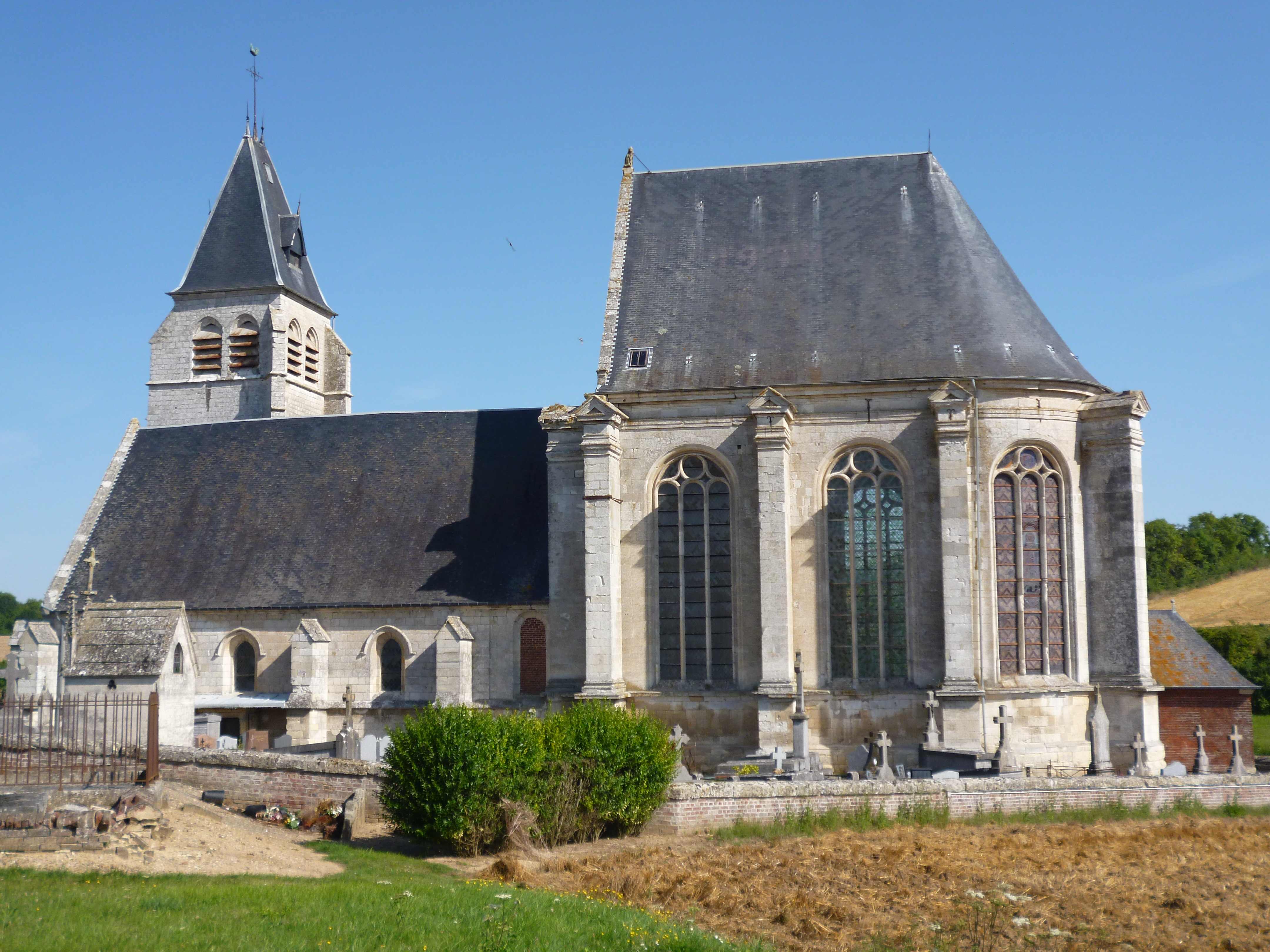
Kerk van Saint-André-Farivillers

## Geografie
De oppervlakte van Saint-André-Farivillers bedraagt 11,5 km², de bevolkingsdichtheid is 43,3 inwoners per km².
De onderstaande kaart toont de ligging van Saint-André-Farivillers met de belangrijkste infrastructuur en aangrenzende gemeenten.

## Demografie
Onderstaande figuur toont het verloop van het inwonertal (bron: INSEE-tellingen).